# Madatyphlops
Genre
Madatyphlops est un genre de serpents de la famille des Typhlopidae.

## Répartition
Les 14 espèces de ce genre se rencontre essentiellement à Madagascar, mais aussi ponctuellement dans l'archipel des Comores et aux Mascareignes. Les espèces présentes en Tanzanie, au Kenya et en Somalie ont été déplacées en 2014 dans le genre Afrotyphlops. 

## Liste des espèces
Selon The Reptile Database (28 mars 2020) :
- Madatyphlops albanalis (Rendahl, 1918) (espèce incertaine)
- Madatyphlops andasibensis (Wallach & Glaw, 2009) -- Madagascar est
- Madatyphlops arenarius (Grandidier, 1872) -- Madagascar sud
- Madatyphlops boettgeri (Boulenger, 1893) -- Madagascar sud
- Madatyphlops cariei Hoffstetter, 1946 -- Maurice (espèce disparue)
- Madatyphlops comorensis (Boulenger, 1889) -- Comores
- Madatyphlops decorsei (Mocquard, 1901) -- Madagascar
- Madatyphlops domerguei (Roux-Estève, 1980) -- Madagascar
- Madatyphlops eudelini Hawlitschek, Scherz, Webster, Ineich & Glaw, 2021 -- Mayotte
- Madatyphlops madagascariensis (Boettger, 1877) -- Madagascar
- Madatyphlops microcephalus (Werner, 1909) -- Madagascar
- Madatyphlops mucronatus (Boettger, 1880) -- Madagascar (Nosy Bé)
- Madatyphlops ocularis (Parker, 1927) -- Madagascar nord
- Madatyphlops rajeryi (Renoult & Raselimanana, 2009) -- Madagascar
- Madatyphlops reuteri (Boettger, 1881) -- Madagascar (Nosy Bé)

## Publication originale
- Hedges, Marion, Lipp, Marin & Vidal, 2014 : A taxonomic framework for typhlopid snakes from the Caribbean and other regions (Reptilia, Squamata). Caribbean Herpetology, vol. 49, p. 1–61 (texte intégral).